# Кух-е-Бон (Талеш)
Кух-е-Бон (перс. كوه بن) — село в Ірані, у дегестані Чубар, у бахші Хавік, шагрестані Талеш остану Ґілян. За даними перепису 2006 року, його населення становило 17 осіб, що проживали у складі 6 сімей.